# Viktor Dimic
Viktor Dimic [víktor dímic], slovenski fizik, * 24. januar 1934, Moste pri Komendi.

## Življenje in delo
Dimic je po diplomi na Prirodoslovno-matematično-filozofski fakulteti v Ljubljani podiplomsko študiral reaktorsko tehniko (1962-64) in se specializiral na Švedskem (1964-66). Od leta 1961 je bil raziskovalec na Institutu "Jožef Stefan, nato in 1977-96 pomočnik direktorja. Doktoriral je leta 1973 na Univerzi v Beogradu. V raziskovalnem delu se je posvetil raziskavam dinamičnih in strukturnih značilnosti kristalov, feroelektrikov in bioloških materialov s sipanjem počasnih nevtronov ob raziskovalnem reaktorju TRIGA na Inštitutu »Jožef Štefan« v Podgorici pri Črnučah. Sam in v soavtorstvu s sodelavci je objavil več strokovnih in znanstvenih člankov in referatov.